# Luis Prieto Ocampo
Luis Prieto Ocampo (Manizales 1924 - Bogotá 15 de mayo de 2018) fue un ingeniero y político colombiano. Fue alcalde de Bogotá y embajador de Colombia en el Reino Unido

## Biografía
Estudio Ingeniería Química de la Universidad Pontificia Bolivariana de Medellín, dirigió una empresa exportadora de telas. Fue concejal de Manizales y Diputado de la Asamblea de Caldas.

### Alcalde de Bogotá
Fue alcalde de Bogotá entre 1975 y 1976. Durante su alcaldía fueron institucionalizadas las ciclovías de los domingos en Bogotá.

### Otros cargos
También llegó al Banco Interamericano de Desarrollo (BID), nombrado por el gobierno de Alfonso López Michelsen.
Además, fue gerente de la campaña presidencial de Luis Carlos Galán Sarmiento y tras su asesinato, ocupó el mismo cargo en la campaña de César Gaviria.
Fue designado de Colombia ante el Reino Unido, en 1994.
Dirigió la Asociación Nacional de Industriales (Andi) en los años 90 y pasó por el Instituto de Fomento Industrial (IFI), al igual que por Mineros de Colombia.También fue gestor de la Corporación Financiera de Caldas, gerente de los bancos Cafetero y del Estado. También prestó su concurso a Seguros Atlas y la Industria Colombiana de Machetes.  Escribió una columna en el diario La Patria de Manizales. Su último cargo fue el de presidente de la Corporación Financiera de Caldas.
Su primera esposa y uno de sus hijos perecieron en un accidente aéreo, en el entorno del aeropuerto La Nubia, en los años 1970.
Estuvo casado con Luz Marina Botero y tuvo diez hijos.
Falleció a causa de un tumor en el estómago en la Clínica del Country, en Bogotá.